# Diócesis de Toledo (Brasil)
La diócesis de Toledo (en latín: Dioecesis Toletana in Brasilia y en portugués: Diocese de Toledo) es una circunscripción eclesiástica latina de la Iglesia católica en Brasil, sufragánea de la arquidiócesis de Cascavel. La diócesis tiene al obispo João Carlos Seneme, C.S.S. como su ordinario desde el 26 de junio de 2013. 

## Territorio y organización
La diócesis tiene 8000 km² y extiende su jurisdicción sobre los fieles católicos de rito latino residentes en 19 municipios del estado de Paraná: Guaíra, Terra Roxa, Palotina, Maripá, Mercedes, Nova Santa Rosa, Marechal Cândido Rondon, Quatro Pontes, Pato Bragado, Entre Rios do Oeste, Ouro Verde do Oeste, São Pedro do Iguaçu, Assis Chateaubriand, Tupãssi, Nova Aurora, Jesuítas, Formosa do Oeste, Iracema do Oeste y Toledo.
La sede de la diócesis se encuentra en la ciudad de Toledo, en donde se halla la Catedral de Cristo Rey.
En 2020 en la diócesis existían 31 parroquias agrupadas en 4 decanatos: Toledo, Assis, Rondon y Palotina.

## Historia
La diócesis fue erigida el 20 de junio de 1959 con la bula Cum venerabilis del papa Juan XXIII, obteniendo el territorio de la prelatura territorial de Foz do Iguaçu, que fue simultáneamente suprimida. Originalmente era sufragánea de la arquidiócesis de Curitiba.
El 16 de diciembre de 1965 cedió una parte del territorio para la erección de la diócesis de Guarapuava mediante la bula Christi vices del papa Pablo VI.
El 5 de mayo de 1978 cedió otras porciones de territorio para la erección por el papa Pablo VI de las diócesis de Cascavel (hoy arquidiócesis, mediante la bula Cum Toletanus)) y Foz do Iguaçu (mediante la bula De christiani populi)).
El 16 de octubre de 1979 pasó a formar parte de la provincia eclesiástica de la arquidiócesis de Cascavel.

## Estadísticas
De acuerdo al Anuario Pontificio 2021 la diócesis tenía a fines de 2020 un total de 370 600 fieles bautizados.
| Año                                                                             | Población            | Población | Población      | Sacerdotes | Sacerdotes    | Sacerdotes    | Bautizados por sacerdote | Diáconos permanentes | Religiosos | Religiosos | Parroquias |
| Año                                                                             | Bautizados católicos | Total     | % de católicos | Total      | Clero secular | Clero regular | Bautizados por sacerdote | Diáconos permanentes | Varones    | Mujeres    | Parroquias |
| ------------------------------------------------------------------------------- | -------------------- | --------- | -------------- | ---------- | ------------- | ------------- | ------------------------ | -------------------- | ---------- | ---------- | ---------- |
| 1966                                                                            | 420 000              | 460 000   | 91.3           | 49         | 10            | 39            | 8571                     |                      | 15         | 88         | 27         |
| 1970                                                                            | 580 000              | 620 000   | 93.5           | 71         | 20            | 51            | 8169                     |                      | 67         | 124        | 34         |
| 1976                                                                            | 905 000              | 1 033 000 | 87.6           | 115        | 27            | 88            | 7869                     |                      | 102        | 156        | 52         |
| 1980                                                                            | 320 000              | 400 000   | 80.0           | 52         | 13            | 39            | 6153                     |                      | 49         | 64         | 28         |
| 1990                                                                            | 289 000              | 396 000   | 73.0           | 54         | 23            | 31            | 5351                     |                      | 78         | 59         | 26         |
| 1999                                                                            | 250 671              | 320 372   | 78.2           | 46         | 28            | 18            | 5449                     |                      | 38         | 52         | 28         |
| 2000                                                                            | 300 601              | 328 511   | 91.5           | 44         | 26            | 18            | 6831                     |                      | 35         | 45         | 28         |
| 2001                                                                            | 302 950              | 340 394   | 89.0           | 47         | 28            | 19            | 6445                     | 1                    | 27         | 43         | 29         |
| 2002                                                                            | 297 555              | 334 332   | 89.0           | 44         | 25            | 19            | 6762                     | 1                    | 80         | 43         | 29         |
| 2003                                                                            | 299 505              | 336 343   | 89.0           | 50         | 29            | 21            | 5990                     | 1                    | 74         | 41         | 29         |
| 2004                                                                            | 305 496              | 344 415   | 88.7           | 47         | 29            | 18            | 6499                     | 1                    | 61         | 38         | 29         |
| 2010                                                                            | 337 000              | 381 000   | 88.5           | 52         | 34            | 18            | 6480                     | 1                    | 51         | 44         | 30         |
| 2014                                                                            | 353 000              | 400 000   | 88.3           | 48         | 34            | 14            | 7354                     |                      | 34         | 38         | 30         |
| 2017                                                                            | 362 100              | 409 500   | 88.4           | 52         | 36            | 16            | 6963                     |                      | 39         | 39         | 31         |
| 2020                                                                            | 370 600              | 419 000   | 88.4           | 52         | 36            | 16            | 7126                     |                      | 28         | 38         | 31         |
| Fuente: Catholic-Hierarchy, que a su vez toma los datos del Anuario Pontificio. |                      |           |                |            |               |               |                          |                      |            |            |            |

## Episcopologio
- Armando Círio, O.S.I. † (14 de mayo de 1960-5 de mayo de 1978 nombrado obispo de Cascavel)
- Geraldo Majella Agnelo (5 de mayo de 1978-4 de octubre de 1982 nombrado arzobispo de Londrina)
- Lúcio Ignácio Baumgaertner (2 de julio de 1983-27 de diciembre de 1995 nombrado arzobispo de Cascavel)
  - Sede vacante (1995-1998)
- Anuar Battisti (15 de abril de 1998-29 de septiembre de 2004 nombrado arzobispo de Maringá)
- Francisco Carlos Bach (27 de julio de 2005-3 de octubre de 2012 nombrado obispo de São José dos Pinhais)
- João Carlos Seneme, C.S.S., desde el 26 de junio de 2013